# NGC 1832
NGC 1832 est une galaxie spirale barrée située dans la constellation du Lièvre. NGC 1832 a été découverte par l'astronome germano-britannique William Herschel en 1785.

## Caractéristiques
La classe de luminosité de NGC 1832 est II-III et elle présente une large raie HI.

### Distance
Sa vitesse par rapport au fond diffus cosmologique est de 1 951 ± 5 km/s, ce qui correspond à une distance de Hubble de 28,8 ± 2,0 Mpc (∼93,9 millions d'al).
À ce jour, 26 mesures non basées sur le décalage vers le rouge (redshift) donnent une distance de 24,150 ± 5,835 Mpc (∼78,8 millions d'al), ce qui est à l'intérieur des valeurs de la distance de Hubble. Notons cependant que c'est avec la valeur moyenne des mesures indépendantes, lorsqu'elles existent, que la base de données NASA/IPAC calcule le diamètre d'une galaxie et qu'en conséquence le diamètre de NGC 1832 pourrait être d'environ 22,5 kpc (∼73 400 al) si on utilisait la distance de Hubble pour le calculer. 

### Luminosité dans l'infrarouge
La luminosité de la galaxie NGC 1832 dans l'infrarouge lointain (de 40 à 400 µm)  est égale à 1,51 × 1010 {\displaystyle L_{\odot }} (1010,18{\displaystyle L_{\odot }}) et sa luminosité totale dans l'infrarouge (de 8 à 1 000 µm) est de 1,91 × 1010 {\displaystyle L_{\odot }} (1010,28{\displaystyle L_{\odot }}).

### Morphologie

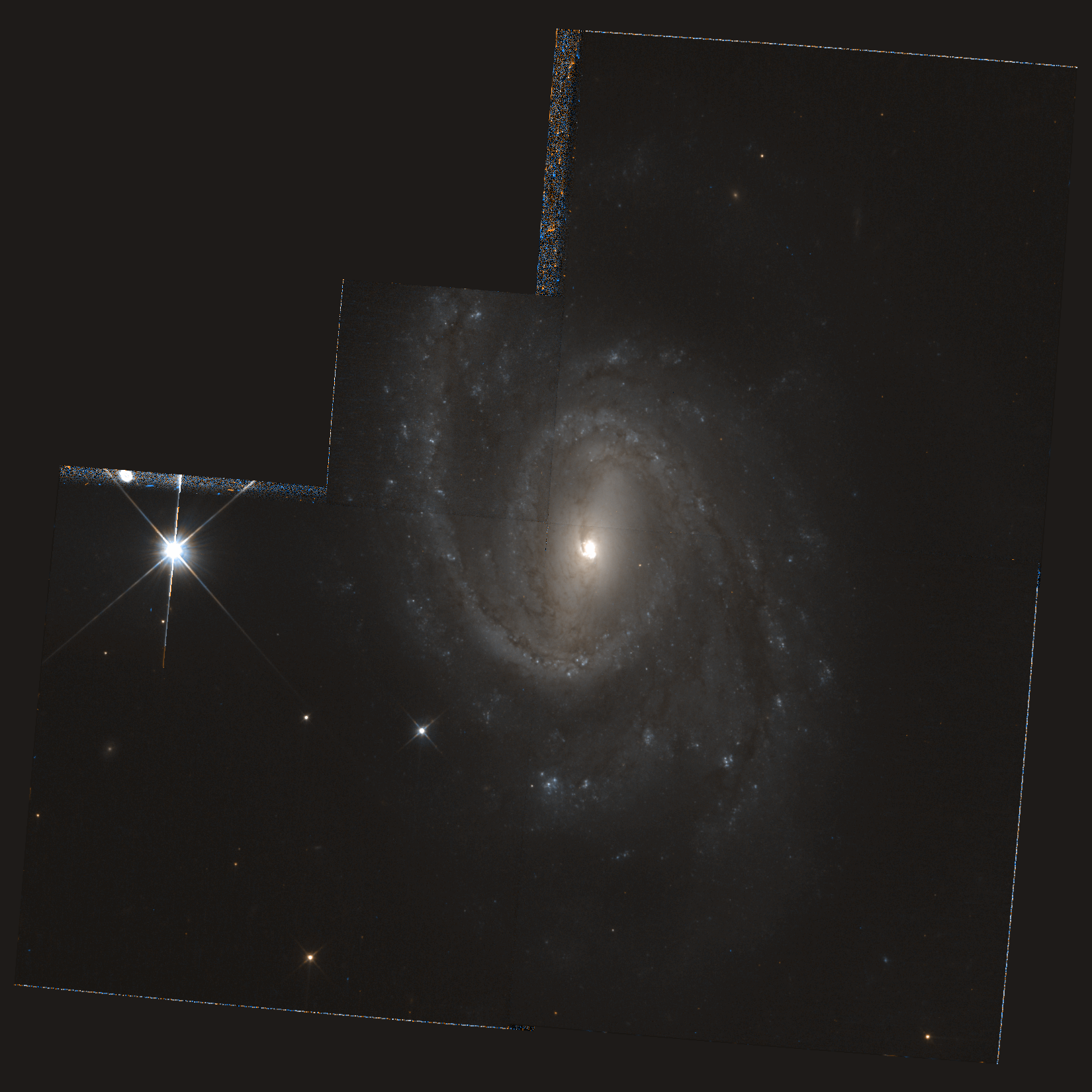
NGC 1832 par le télescope spatial Hubble.

Eskridge, Frogel et Pogge ont publié un article en 2002 décrivant la morphologie de 205 galaxies spirales ou lenticulaires rapprochées. Les observations ont été réalisées dans la bande H de l'infrarouge et dans la bande B (le bleu). Selon Eskridge et ses collègues, NGC 1832 est de type SAB(r)c dans la bande B et SBab dans la bande H. Le noyau de NGC 1832 est brillant et ponctuel. Il est intégré dans un bulbe elliptique traversé d'une barre tronquée dotée d'anses à ses extrémités. Le bulbe est intégré dans une lentille. Deux bras lâchement enroulés émergent des extrémités de la barre. Le bras à l'ouest est très diffus et large, alors que celui à l'est est mieux défini. Les deux bras s'estompent totalement après un enroulement de moins de 180°. Ils sont inégaux et ne montrent aucun signe de nœuds de formation d'étoiles. Les types en lumière visible de cette galaxie sont SB(r)bc (RC3), SBb(r)I (CAG) et SAB(r)c (OSUB). Le type sensiblement plus précoce dans le infrarouge proche est dû à la proéminence accrue du renflement dans la bande H par rapport à celle de la lumière visible. 

## Supernova
Deux supernovas ont été découvertes dans NGC 1832 : SN 2004gq et SN 2009kr.

### SN 2004gq
Cette supernova a été découverte le 11 décembre 2004 indépendamment par H. Pugh et W. Li dans le cadre du programme LOSS (Lick Observatory Supernova Search) de l'observatoire Lick et par Federico Manzini. Cette supernova était de type Ib.

### SN 2009kr
Cette supernova a été découverte le 6 décembre 2009 à Yamagata au Japon par l'astronome japonais Koichi Itagaki. Cette supernova était de type IIn. 

## Groupe de NGC 1832
NGC 1832 fait partie d'un groupe de galaxies qui porte son nom. Le groupe de NGC 1832 comprend au  moins 4 autres galaxies : MCG -3-14-1, MCG -3-14-4, MCG -2-14-2 et MCG -2-14-4. 